# دانيال غولدين
دانيال سول غولدين (بالإنجليزية: Daniel Goldin)‏ (ولد في 23 يوليو 1940) هو الرئيس التاسع لناسا وصاحب أطول فترة رئاسية في الوكالة والتي امتدت من تاريخ 1 أبريل 1992 حتى 17 نوفمبر من العام 2001، رشح من قبل جورج بوش الأب واستمر بالمنصب في الفترة الرئاسية لبيل كلينتون وجورج دبليو بوش.

## روابط خارجية
- دانيال غولدين على موقع الموسوعة البريطانية (الإنجليزية)
- دانيال غولدين على موقع مونزينجر (الألمانية)